# Harder, Better, Faster, Stronger
"Harder, Better, Faster, Stronger" (mais afinco, melhor, mais rápido, mais forte, em inglês) é uma canção da dupla francesa Daft Punk. O single foi lançado em 13 de outubro de 2001. Como faixa do álbum Discovery, a canção aparece no filme Interstella 5555: The 5tory of the 5ecret 5tar 5ystem. Em 2007, Kanye West utilizou-a para sua música, "Stronger". Uma versão ao vivo de "Harder, Better, Faster, Stronger" foi lançada como single do álbum Alive 2007, em 15 de outubro de 2007. Esta versão ganhou um Grammy Award por Melhor Gravação Dance, em 2009. É a canção mais famosa de seus compositores, devido a sua complexidade única e aos inúmeros vídeos relacionados no site de vídeos Youtube. 
Na música há uma técnica que consiste em ordenar pequenas porções de vozes em uma sequência agradável aos ouvidos. Embora a dupla Daft Punk use bastante essa técnica, o single "Harder, Better, Faster, Stronger" é a que mais demonstra isso. A voz utilizada na canção é de Guy-Emanuel de Homem-Christo juntamente com vocoder.

## Estrutura
A música, principalmente, se baseia na sequencialização de pequenas porções de vozes de uma forma tanto lógica como melódica. Há 7 sequências no single onde 4 fazem parte do início, 2 são junções dos primeiros e a sétima é a junção das sequências que fazem a junção das sequências do início. Esta sétima se encontra na parte final e, por consequência de ser a sequência mais longa e de ser a que mais se repete, é o principal elemento musical.
A música não dá muita importância ao sentido lógico da letra, não que não tenha, que fique claro, mas sim, de como ela é posicionada e remixada, por isso, não é errado dizer que o single é estilo, além de House, Eletrônico Instrumental.

## Faixas
1. "Harder, Better, Faster, Stronger (Album Version)" (3:43)
2. "Harder, Better, Faster, Stronger (Breakers Break Remix)" (4:38)
3. "Harder, Better, Faster, Stronger (The Neptunes Remix)" (5:12)
4. "Harder, Better, Faster, Stronger (Pete Heller's Stylus Mix)" (9:14)

## Desempenho nas paradas

### Versão original
| Paradas (2001)                                | Melhor posição |
| --------------------------------------------- | -------------- |
| Bélgica (Ultratip Bubbling Under de Flandres) | 8              |
| Bélgica (Ultratop 50 da Valônia)              | 38             |
| França (SNEP)                                 | 17             |
| Suíça (Schweizer Hitparade)                   | 70             |
| Reino Unido (UK Singles Chart)                | 25             |
| Estados Unidos (Billboard Dance Club Songs)   | 3              |

### 2007 ao vivo versão
| Paradas (2007)                    | Melhor posição |
| --------------------------------- | -------------- |
| Austrália (ARIA)                  | 43             |
| Áustria (Ö3 Austria Top 75)       | 58             |
| Bélgica (Ultratop 50 de Flandres) | 16             |
| Bélgica (Ultratop 50 da Valônia)  | 17             |
| França (SNEP)                     | 19             |
| Suíça (Schweizer Hitparade)       | 50             |